# Hexacentrus fruhstorferi
Hexacentrus fruhstorferi är en insektsart som beskrevs av Carl August Dohrn 1905. Hexacentrus fruhstorferi ingår i släktet Hexacentrus och familjen vårtbitare. Inga underarter finns listade i Catalogue of Life.